# Walter Gilbert
Walter Gilbert (ur. 21 marca 1932 w Bostonie) – amerykański fizyk, chemik, biolog, laureat Nagrody Nobla w dziedzinie chemii.

## Życiorys
Był wykładowcą na Uniwersytecie Harvarda na wydziale fizyki, biofizyki, biochemii i biologii, a od 1985 roku na wydziale biologii molekularnej i komórkowej. Obecnie jest emerytowanym profesorem w Carl M. Loeb University. Gilbert otrzymał tytuł doktora w dziedzinie matematyki na Uniwersytecie Cambridge pod kierunkiem Abdusa Salama (1957), tytuł magistra w dziedzinie fizyki (1954) i licencjat w dziedzinie chemii i fizyki (1953) na Uniwersytecie Harvarda.
Opracował (wraz z Allanem Maxamem) metodę sekwencjonowania zasad w DNA za pomocą specyficznego rozszczepienia łańcuchów – metoda Maxama-Gilberta.
Wykazał (wraz z B. Müller-Hillem), że represor (geny regulatorowe) operonu laktozowego (tzw. lac represor) jest białkiem przyłączającym się tylko do tych cząsteczek DNA, które zawierają operon laktozowy.
Gilbert określił sekwencję nukleotydową lac-operatora, odpowiedzialnego za syntezę β-galaktozydazy w komórkach Escherichia coli (pałeczka okrężnicy). W roku 1980 otrzymał, wraz z Frederickiem Sangerem, nagrodę Nobla w dziedzinie chemii.
Po przejściu na emeryturę Gilbert zajął się fotografią artystyczną. Jako Wally Gilbert wystawia swoje prace na wystawach kuratorskich i konkursowych organizowanych m.in. przez Cambridge Art Association, Provincetown Art Assocation i przez Brickbottom Artists Association od 2003 roku. W roku 2006 realizował w Polsce projekt "Norblin Project – Images of Decay" (wystawa na terenie fabryki Norblina w Warszawie – maj 2007).